# هانا سلاتر
هانا سلاتر (بالإنجليزية: Hannah Slater)‏ هي مخترِعة أمريكية، ولدت في 1774، وتوفيت في 1812 بسبب اضطراب النفاس.